# Hysterothylacium perezi
Hysterothylacium perezi is een rondwormensoort uit de familie van de Anisakidae. De wetenschappelijke naam van de soort is voor het eerst geldig gepubliceerd in 2005 door Gopar-Merino, Osorio-Sarabia & Garcia-Prieto.